# 月形はるひ
月形はるひ（つきがた はるひ、2001年8月7日 - ）は、日本のAV女優。JETSTREAM所属。

## 略歴
2021年12月、『20年間北国育ち─ 無垢な天然もち肌ガールがAVアイドルを夢見て、ひとり東京にやってきた。AV初出演！ 春日えな（仮）20歳』でSODクリエイト・もぎたてレーベルにてAVデビュー。
2022年10月、川崎ロック座にてストリッパーデビュー。同月の同人頒布会「ゆるケット」ではジェットストリーム・モデルとして参加。
2024年3月12日、SNSにて同年5月1日から芸名を「月形はるひ」に変えること、生年月日を1999年8月7日生まれに訂正することを発表した。
2025年7月4日、同年8月をもってのAV引退をXで発表。踊り子業は継続する。

## 人物
改名前の「春日」の読みは「かすが」ではなく「はるひ」。読みにくさもあり改名に至った。
2022年6月、AV親バレ（出演承諾書を見られた）をTwitterで告白。しかし「私の覚悟はバレて辞める程度ではないことの証明や、もう後戻りは絶対にしないという決意」として逆にSNSを多く更新した。

## 作品

### アダルトDVD
- 20年間北国育ち─ 無垢な天然もち肌ガールがAVアイドルを夢見て、ひとり東京にやってきた。AV初出演! 春日えな (仮) 20歳（12月23日、SODクリエイト）

- 凄技AV男優数珠つなぎドキュメント!初の絶頂!超悶絶!激ピス!!AV体験2回目は…っ!有名男優さん達に会いに行って…性感開発してもらって滅茶苦茶にハメられてきました♪ 春日えな (仮)（1月27日、SODクリエイト）
- 北国育ちの純朴無垢なえなちゃん(20)が童貞4人とシェアハウスで1日共同生活!暴発しても何回でも発射OK!初めての筆下ろし!! 春日えな (仮)（2月23日、SODクリエイト）
- 予約半年待ちリピ率100% 某メンズエステ店 密室 × 密着 イキ過ぎた禁断サービス ねっとり乳首責め編その2（3月25日、DOC）
- チャレンジ! タイマー電マ えな（4月9日、大洋図書）
- 部屋連れ込み隠し撮りSEX そのまま勝手にAV発売 7（4月15日、DOC）
- 120%リアルガチ軟派伝説 vol.107 信長公ゆかりの地でナンパ行脚!! 大量中出し5連発!!（4月15日、プレステージ）
- ビーチクJOI 乳首を責めながらオナ指示してくれる天使たち（4月25日、SEX Agent/妄想族）
- 『こんな時、春日えなならどうする?』リアル検証ドキュメント! スタッフのミスでM男ばかり呼んでしまい大ピンチ! M男相手にAV女優ならどうする!?（5月10日、バルタン)）
- 生活指導と言う名の奴隷調教 春日えな（5月17日、ILLEGAL/妄想族）
- アへ顔Wピースフェラ（5月24日、SEX Agent/妄想族）
- 完ナマSTYLE@えな 陽キャに憧れ覚悟を決めた陰キャJ● 初ウリ中出し! 春日えな（5月27日、First Star）
- 完全顔出しガチナンパ! 地方から上京してきた10代美少女にとっても恥ずかしい素股体験してもらいました!! 甘酸っぱいお汁溢れるおま●こにそのままヌルっと挿入! イってもイってもやめないエンドレス追撃ピストンでピチピチワレメが真っ赤に腫れあがるまで連続生中出し! 3（5月27日、赤面女子）
- 昏○中出しレ○プ 狙われた女子○生、えな。（6月2日、MILK）
- 濡れてテカってピッタリ密着 神スク水 春日えな（6月9日、親父の個撮）
- ナンパコ No.29 北国から上京した女子力高めな飲食店勤務のお姉さんをナンパして指が入っちゃう位に濡れたマ●コにブルブル震えながら連続中出しした!（6月12日、First Star）
- 顔出し解禁!! マジックミラー便 高級美容サロン勤務の美人エステティシャン 初めての睾丸マッサージ編 vol.02 8人全員SEXスペシャル!! キ●タマを丁寧に揉みほぐして見たことないほど勃起したチ○ポに思わず火照ってしまったびしょ濡れオマ○コにデカチン挿入!!（6月21日、DEEP'S）
- 余命宣告された男が自分の弟の妻を寝取り撮影した記録映像 春日えな（6月28日、マザー）
- 全裸メンズエステ 青葉台店（6月28日、SEX Agent/妄想族）
- 初めての絶頂お漏らし 淫乱絶頂生徒指導 子宮に響く過激性交で淫乱に目覚めた無邪気な教え子 春日えな（7月26日、オーロラプロジェクト）
- 盗撮 個室メンエス店で勃起がバレて出禁覚悟してたら怒られるどころか 紙パンツ越しに先っぽグリグリ1.5cm挿入されてる内に 偶然装って… いつの間にか生挿入されてた件。（8月9日、椿鳳院）
- ばちぼこちゃん。潮吹きミニマム女子大生 えな 「大きいのが気持ち良すぎて失神するかと思った…」153cmのミニマム女子をデカチンで串刺しピストン! 涙目になるくらいイカせまくってやりました!（9月27日、クリスタル映像）
- 東京中出し部 Vol.06 8名260分（9月27日、MERCURY）
- 涎と少女とボールギャグ 春日えな（10月6日、RADIX）
- 思春期 ＜＜女子◎生さん＞＞ 急募!! 勝ったら賞金◆負けたら即ハメ!! のかるたパンチラで勝負しませんか?と誘ったところ…（10月7日、ゲッツ!!）
- 個撮パパ活少女 えなちゃん20才女子大生【透明感溢れるドエロ美少女が太マラねじ込まれ絶頂!】（10月22日、Shark）
- 好奇心旺盛で超ノリが良い素人女子大生にお願いしました。クンニ我慢チャレンジ1000ペロ耐えたら100万円 イッたら罰ゲーム生中出しSEX（10月25日、SCOOP）
- 男子校に通う冴えないボクだけど家に帰れば5人の義姉妹たちと毎日ヤリまくりのハーレム生活! 2 学校の友達には絶対言えないボクの秘密。それは家に帰ると可愛い義姉妹とヤリまくっていること! 義姉妹はボクと真逆の女だらけの環境なので常にチ○ポを欲しがってくるんです! 親にバレないようにいつもハーレムセックス三昧! だけどその秘密が友達にバレてしまい…!?（10月25日、Hunter）
- 平凡な日常に刺激を欲し、主婦である事を隠してナンパの誘いに乗って「一度きり…。」と言い聞かせた ラブホ不倫（11月4日、h.m.p）
- ヒロインを倒せ! ボクの考えた最強怪人 魔法美少女戦士フォンテーヌVS洗脳魔像怪人マドーメイデン・身体検査怪人シラベルン 春日えな（11月11日、GIGA）
- 乳首で感じて濡れ濡れパン染み日常的オナニー15人（11月15日、HALENTINO/妄想族）
- 【流出映像】 女子○生 部活合宿セックス11 テニス部編 和姦・夜●い・襲われ3P・風呂・着替え盗撮…他わいせつ動画多数（11月26日、ビッグモーカル）
- 素人!! 母娘ナンパ中出し!! Vol 24（11月27日、グラフィティジャパン）
- 顔出しMM号 来たぜ北海道! ザ・マジックミラー めんこい道産子娘が生まれて初めての素股体験! クリトリスが勃起チ○ポと擦れ合い‘なまら’気持ちよすぎてヌルッと生挿入! 北の大地初上陸スペシャル!!（12月20日、DEEP'S）
- 姑と嫁の夜這いレズビアン 9章（12月27日、グラフィティジャパン）

- 女子交性 ハメ撮りジャンクション。 vol.25（2月3日、DOC）
- M男拘束! 強制射精遊戯（2月28日、SEX Agent/妄想族）
- スカートの隙間から滑り込む指入れ痴漢で着衣のまま何度もイカされた敏感地味娘（3月23日、ナチュラルハイ）
- ヒロインセックスオンリーVol.5 魔法美少女戦士フォンテーヌ（3月24日、GIGA）
- デカチン大好き! ピュア系ビッチが黒人さんと初結合 デカ黒チ●ポにドハマり 春日えな（3月25日、Shark）
- 素人ナンパGET!! No.234 超ビキニ ワイルドオーシャン サマースラムMAX編（4月4日、桃太郎映像出版）
- 渋谷で出会ったうぶな女の子が性の悩みを抱える男と「素股オイルマッサージ」に挑戦!  生マンにヌルヌルこすれるチ○ポに発情しちゃって『マ○コに入れちゃうw』そのまま生ハメ中出しSEX!!（4月6日、アイエナジー）
- 我慢出来なきゃラブホへGO!! リモコンバイブお散歩デート 2（4月11日、椿鳳院）
- 女子交性 ハメ撮りジャンクション。 vol.28（4月21日、DOC）
- 天真爛漫ピュア女子大生 フェラ好き天然ドスケベ女子が凄テクと巨根膣奥突きでメス顔化 & イキまくり!（4月25日、ブロッコリー/妄想族）
- ヒロインセックスオンリーVol.6 沢村優香（4月28日、GIGA）
- 魔法美少女戦士フォンテーヌ 魔装ダークフォンテーヌ 美しき偽フォンテーヌの呪い（5月12日、GIGA）
- チンスメ おち●ぽのにおいってどうですか?（5月16日、タマネギ/妄想族）
- ボクだけの卒業式を開いてくれた優しい幼馴染と童貞卒業式までしちゃいました! 童貞でイジメられていたボクは登校拒否に! そのまま卒業式当日も欠席! 「童貞も卒業出来ないまま学校生活も終わりか…」 そんな風につぶやいているとボクを心配して様子を見に来てくれた可愛い幼馴染がボクだけのために卒業式を開いてくれた! しかもボクが童貞だからイジメられている事実を知ると炉（6月13日、Hunter）
- アナルのシワの数までハッキリわかる! ノーモザイク連続絶頂アナル見せオナニー 16（6月22日、アイエナジー）
- 『あっダメ! 激しく突いたらバレちゃう…』 義妹がロングスカートの中でこっそり即ハメ要求! 親の目の前でバレずにドキドキのこっそり連続イキ! 5 総勢11人 総集編付き2枚組豪華版（7月11日、Hunter）
- セックスしかさせてくれない義姉。新しく一緒に暮らす事になった義姉とは会話もない。目も合わせてもくれない。いつまでたってもセックスのみ。出逢って数日で義姉からセックスに誘われて以来、エッチしているボク。それから一緒に暮らしているのに義姉とは全く会話無し、セックスだけをする関係に。義姉に思い切って何を考えているのか問い詰めると義姉は一言… 「恥ずかしいから…」と、今までツーンとしていた態度は誤解で、ただただ照れ屋だということが判明。か…かわいいじゃないかこの義姉は!（7月つ11日、Hunter）
- チ●ポお掃除 三種の神器＜お口・おま●こ・ちっぱい＞で精子空っぽになるまで全力シコシコ性処理ロリメイド絶倫中出しハーレム 倉本すみれ 冬愛ことね 春日えな（9月5日、kawaii*）
- 「お兄ちゃん、おち○ちん… こうすればいいんだよね」 地味妹がボクのチ○コで予行練習!? 家族以外の男とほぼ接したとこがない女子校育ちの地味妹が共学の大学に通う事に。大学デビューで恥ずかしい思いをしたくないと兄のボクを練習台にさせてほしいとお願いしてきた。最初は話したり手を繋いだりする程度だったが、妹の無防備なパンチラ胸チラや密着して胸があたるものだから思わず勃起! そしたら背伸びしたい妹の気持ちはとどまることを知らずボクのチ○コでも予行練習を実施!（9月12日、Hunter）

### アダルトVR
- S-Cute VRフェラチオコレクション あの手この手で絞り尽くすスケベ美少女に口内発射8連発!（2022年11月2日、S-Cute）

### アダルト配信
- えりな（3月7日、「イマジン」）
- 【初撮り】【ハーフ顔美女】【即逝きローター責め】目鼻立ちが整った可愛い顔に無邪気さが愛くるしい現役大学生。剛根の進撃に若き裸体は悦びを露わにして、男の上で腰を激しく振って躍動すると.. ネットでAV応募→AV体験撮影 1786 えな 20歳 大学生（3月26日、シロウトTV）
- えな  【「すっごい幸せなエッチ…」ウブなJ●が門限破って初中出しエッチ】 少女と女性の狭間で揺れ動く等身大J●と初デート! 川●海●似の清楚なルックスで逆ナンするほど積極的なのにピュアでウブな反応が超カワイイ! 人生初めての生チ●ポに多幸感たっぷり精子もたっぷり注ぎ込む!（3月31日、しろうとまんまん）
- えな (stcv088)（4月15日、素人CLOVER）
- 【プリ尻JD半年記念ナマ中出し3NN!!】【天然色ビッチのイチャ濃厚ハメ撮り】【もち肌美少女は一途なビッチ!? 奇跡の名器降誕!!】今宵は付き合って半年記念のお祝いハメ撮り!! イチャラブ全開の濃厚ペッティング!! プリ尻ふりふりで甘汁マンで刺激的誘惑!! 股間に直撃!! ゴム無し希望で勃起硬度MAX突破で連続膣内搾精ラブストーリー開幕!! 【ハメ撮りとれちゃいました：04】 もち肌ビッチ美少女が半年記念で受精希望の歓喜の連続3膣内搾精で美少女ご満悦SEX!! / えな / 20歳（4月22日、プレステージプレミアム）
- 【 シン・クンニ娘 襲来!! 顔面騎乗位ガチ勢!!】【えろむち下半身でクンニ固め!!】【●息寸前の強烈プレスで天国直行!!】エロくて淫乱でドビッチでクンニ欲が旺盛の申請変態ヤリマン美少女が降臨!! 夢は●息させるまでのエンドレスクンニ!! そんな猛者を求めてアダルト業界にクンニ鬼が殴り込み!! クンニ四方固めで逆イラマで連続昇天!! ぐしょ濡れド淫乱マ○コ男優チ○コ逆襲の生ピストン激昇天!! 連続搾精3発!!! / ヤリマンGP / 005 なっちゃん / 20歳 / クンニマニア!! 夢は顔面騎乗位で男優圧○!? まるでロデオのド変態カウガールヤリマン!!（4月29日、プレステージプレミアム）
- ともみ  禁断の1●才に中出し! 明るいクラスの人気者も円光とかするんですね! 突くたびに揺れる若さの象徴(制服のスカート)が、オジサンち○ぽをガチガチにさせてきます!www（5月1日、しろうとまんまん）
- 家まで送ってイイですか?case.199 れいあさん 22歳 北のキャバ嬢  鷲●アナ似! 雪見肌の天才ピアニスト?! 北海道の奇跡現る! 札幌で 家まで送ってイイですか? 【記録的大雪の中、美女発見SP】⇒ 上目使いがまさに鷲●アナ! キス魔な鷲●アナ! 目を見てくれる鷲●アナ! ⇒ 想定外の爆尻 (100cm超え) ⇒ 実はイキまくってるサイレントイキの旋律 ⇒ 貧しかった過去…だから私は金を使う!（5月6日、ドキュメンTV）
- 【柔らかい雰囲気の癒し系メンエス嬢、オッパイも柔らかそうに実っている。施術中にそのフワフワオッパイが触れてくる…! スケスケ下着もいつの間にか丸見え…。】「大丈夫ですよ」と呪文のように唱えながら、お姉さんは僕のチ●ポを全然大丈夫じゃない状態にもっていく。乳首も、こんなに触られたら目覚めてしまう。乳首&チ●ポの合わせ技はダメダメ! すぐイク! 結果、その技で2回出してお姉さんの中にも2回出してしまった。えなさん / 妖艶なエロ施術で客のカラダを操るセクシーエステティシャン（5月6日、ドキュメントdeハメハメ）
- 百戦錬磨のナンパ師のヤリ部屋で、連れ込みSEX隠し撮り 247 えな 21歳 学生  マッチングアプリで知り合った女を褒めまくって家に連れ込み! おだてられて舞い上がったところでSEX! そして盗撮! にぎやかしい性格もちょっとしおらしく… 敏感マ●コを刺激されアンアン喘ぎ声が部屋に響く!（5月10日、ナンパTV）
- えなちゃん (nflx009)（5月11日、ねっとりフリックス）
- えなちゃん (oreco073)（5月24日、俺の素人-Z-）
- 【大発掘! 神尻美少女】 余分な前説、ヌルい前戯、一切無し!! イキなりフルスロットルで、ノリが良過ぎるアパレル店員をイカせまくるッ!!! 「気持ちイイっ気持ちイイっ!! わけわかんないっ!! 気持ち良過ぎる!!!!」 神尻チュ●リーはヤリマンSEXジャンキー!! 卑猥なエロケツをヤリまくれば膣中でイキまくりながら半狂乱状態へ!!! 極秘ルートで発掘したガチ素人が百烈ピストンで絶頂をひたすら繰り返す!!!! 山田 (仮名) 21歳 アパレル店員（5月25日、DIEGO）
- えな (smuk108)（6月12日、素人ムクムク）
- 保育士は肉食系!! 可愛い顔して筆おろし3発ヌイてくれました!（6月15日、E★ナンパDX）
- えな (stok024)（6月28日、パコられ美少女）
- 【無類のチ●ポ好きエロ女子大生】『変態だね♪』と罵ってくるけど、実は自分のほうがエッチだったフェラ好き女子大生とナマSEX! 【しろうとハメ撮り＃えな＃21歳＃大学生】（6月29日、MOON FORCE）
- えな (ssk071)（7月22日、＃素人しか勝たん）
- えなchan (srom025)（8月2日、素人まっちんぐ）
- ENA（8月18日、素人ムクムク-塩-）
- 素人ネトナン ＃本番＃生中＃即ハメ＃割り切り＃アイドル級＃ホテル連れ込み（8月28日、きゃっち）
- はるひちゃん（9月26日、新世代女子）
- えな 2（9月30日、＃素人しか勝たん）
- えな (scute1277)（10月15日、S-Cute）
- えな 2 (scute1278)（10月29日、S-Cute）
- さゆき & ゆりか 2 (gjkz460)（11月1日、素人熟女図鑑）
- えな (pwife883)（11月14日、P-WIFE）
- ありさ & えな（12月1日、素人熟女図鑑）
- えな (tkwa231)（12月13日、ときわ映像）
- えな 2 (tkwa232)（12月13日、ときわ映像）

- えなchan 2 (srom047)（4月4日、素人まっちんぐ）
- 春日（9月12日、御茶ノ水素人研究所）
- マジ軟派、初撮。 1962 えな 21歳 大学生/焼肉屋バイト 【バズりたい巨尻娘】街中で踊る駆け出しTikT●kerをナンパ! バイト先で男と関係を持ちまくる貞操観念の低さから、エロい要求も簡単に引き受けてしまい… 下品な声をあげて中イキ! ひっぱたきたくなる美巨尻でバズり確定のエロ動画撮れました!（9月13日、ナンパTV）

### イメージDVD
- 彼女の中身 春日えな（2022年3月31日、LaVenus）
- エッチな小悪魔学園 三上美香（2022年7月1日、デジプラン）[7]
- エッチな小悪魔学園 過激な進級試験 三上美香（2022年9月2日、デジプラン）
- せきらら 佐々木優美（2022年9月28日、スパイスビジュアル）
- Fetish Time 春日えな 橋本りこ 西丘エマ 宮地桜由 中園めいな（2023年4月26日、スパークビジョン）

## 出演

### テレビ
- ドキッ!ナイトプールから生中継～ビキニ美女が暴露トーク!?～（2022年7月7日、パラダイステレビ）[8]

### 映画
- 誘惑ママさん　レッツラ性春!（2023年7月7日、オーピー映画）[9]